# Херардо Мартино
Херардо Данијел Мартино (шп. Gerardo Daniel Martino; 20. новембар 1962), познат и као Тата Мартино, аргентински је фудбалски тренер и бивши фудбалер.
Као играч највише времена је провео у клубу Њуелс олд бојс из родног Росарија у којем је одиграо више од 500 утакмица у свим такмичењима. Наступао је још и за Тенерифе, Ланус, О’Хигинс и Барселону из Гвајакила.
Тренерску каријеру је почео у аргентинским клубовима, а 2007. године је постао селектор Парагваја са којим је стигао до четвртфинала на Светском првенству 2010. Дана 22. јула 2013. године постао је тренер Барселоне након што се Тито Виланова повукао са те позиције. Након тога је водио репрезентацију Аргентине и Атланта јунајтед, а на позицији селектора репрезентације Мексика се налази од 2019. године.